# 德普市社
德普市社（越南语：／）是越南廣義省下辖的一个市社。

## 地理
德普市社东临南中国海，北接慕德县，西北接义行县，西接波澌县，南接平定省怀仁市社。

## 历史
1999年6月23日，普盛社析置普洲社。
2003年3月10日，普丰社部分区域划归波澌县波连社管辖。
2020年1月10日，德普县改制为德普市社；德普市镇改制为阮严坊，普和社改制为普和坊，普荣社改制为普荣坊，普宁社改制为普宁坊，普明社改制为普明坊，普文社改制为普文坊，普光社改制为普光坊，普盛社改制为普盛坊。

## 行政区划
德普市社下辖8坊7社，市社人民委员会位于阮严坊。
- 阮严坊（Phường Nguyễn Nghiêm）
- 普和坊（Phường Phổ Hòa）
- 普明坊（Phường Phổ Minh）
- 普宁坊（Phường Phổ Ninh）
- 普光坊（Phường Phổ Quang）
- 普盛坊（Phường Phổ Thạnh）
- 普文坊（Phường Phổ Văn）
- 普荣坊（Phường Phổ Vinh）
- 普安社（Xã Phổ An）
- 普洲社（Xã Phổ Châu）
- 普强社（Xã Phổ Cường）
- 普庆社（Xã Phổ Khánh）
- 普仁社（Xã Phổ Nhơn）
- 普丰社（Xã Phổ Phong）
- 普顺社（Xã Phổ Thuận）

## 文化
著名的沙黄文化位于德普市社。